# 파나마올빼미원숭이
파나마올빼미원숭이(학명: Aotus zonalis)는 신세계원숭이에 속하는 올빼미원숭이의 일종이다. 초코올빼미원숭이로도 불린다. 이전에는 올빼미원숭이과의 회색배올빼미원숭이의 아종 중 하나로 간주되었다. 분포 지역은 파나마와 콜롬비아의 엘 초코 지역이다. 미확인 보고에 의하면, 코스타리카, 특히 코스타리카의 카리브 해안에도 살고 있다. 이 종은 코스타리카 국경에서 가까운 파나마의 대서양 저지대에서 제한적으로 살고 있다.
파나마올빼미원숭이에 대한 현존하는 종 분류는 명확하지 않다. 일부 저자들은 이 종을 회색배올빼미원숭이(A. lemurinus)의 아종으로 간주하는 반면에, 일부 다른 저자들은 2001년 토마스 데플레르의 연구에 의한 분류에 따라, 파나마올빼미원숭이(A. zonalis)라는 별도의 종으로 분류한다.
파나마올빼미원숭이는 비교적 작은 원숭이로, 수컷의 몸무게는 약 889 g 정도이고, 암컷은 약 916 g 정도된다. 등 쪽의 털은 회갈색에서 불그스레한 갈색까지 다양하다. 배 쪽은 누렇다. 손등과 발등의 털은 검거나 어두운 갈색이고, 이는 다른 북부의 "회색목" 올빼미원숭이속 종들과 구별되는 중요한 특징이다. 머리카락도 더 짧다.
다른 올빼미원숭이들처럼, 파나마올빼미원숭이는 큰 눈을 지니고 있으며, 이는 야행성 생활에 도움이 된다. 그러나 다른 다수의 야행성 동물 종들과는 달리, 이 눈은 안구의 망막 뒤에 반사판을 가지고 있지 않다. 또한 다른 올빼미원숭이들처럼, 몸 길이에 비해 비교적 짧은 꼬리를 지니고 있다.
파나마올빼미원숭이는 수목형 동물이자 야행성 동물이다. 이 원숭이와 올빼미원숭이속(Aotus)의 나머지 종들은 유일한 야행성 원숭이들이다. 2차숲과 커피 농장 등을 포함하여 여러 종류의 숲에서 발견된다. 2 마리에서 6 마리까지 사이의 작은 집단 속에서 생활하며, 그 집단은 한 쌍 부모와 한 마리의 새끼 그리고 여러 마리의 미성숙체 또는 아성숙체로 구성된다. 집단은 영역과시형 집단이며, 각 집단은 아주 일부만이 겹치는 지역을 차지한다.
소리와 냄새 그리고 행동을 통한 커뮤니케이션 형태가 모두 기록돼 있다. 적어도 9가지의 소리가 보고되었으며, 여러 종류의 으르렁거리거나 날카로운 소리, 깩깩 울거나 윙윙거리거나 지저귀는 소리 등을 포함하고 있다. 수컷들은 약 1살 무렵이면 꼬리 근처의 일종의 사향(麝香) 분비선이 발달하며, 이를 냄새 표지로 사용한다. 오줌을 손발에 문질러 바르는 방법을 사용하기도 한다. 행동을 통한 커뮤나케이션은 청각이나 후각을 통한 커뮤니케이션보다 덜 중요하게 보이지만, 등을 활 모양으로 구부리거나, 다리를 뻗어 뛰거나,대소변을 보거나, 털을 세우는 등의 시각적인 행동을 보이기도 한다.
파나마올빼미원숭이는 보통 네 다리를 모두 사용하여 걷지만, 필요할 땐 뛰거나 달릴수 도 있다. 다양한 종류의 먹이를 먹는다. 파나마의 바로콜로라도 섬에서의 한 연구에 의하면, 먹이의 구성은 과일이 65%, 나뭇잎이 30%, 곤충이 5%를 차지하는 것으로나타났다.
다른 올빼미원숭이들과 같이, 파나마올빼미원숭이는 얼마 안되는 일자일웅의 단혼하는 원숭이들 중 하나이다. 이 일부일처 짝은 일반적으로 매년 한 마리의 새끼를 낳지만, 때로는 쌍둥이를 낳기도 한다. 임신 기간은 약 133일이다. 2, 3일 지난 후부터 수컷이 새끼를 기르며, 젖을 먹일 때는 어미에게 넘겨진다.
원숭이 관광은 파나마를 방문하는 관광객들에게 인기가 많지만, 밤에 활동하는 파나마올빼미원숭이의 야행성 습성때문에 다른 파나마의 원숭이 종들보다는 자주 보기 힘들다. 그러나, 안내만 제대로 된다면 파나마올빼미원숭이를 관찰할 수도 있을 것이다.>